# Niafles
Niafles è un comune francese di 322 abitanti situato nel dipartimento della Mayenne nella regione dei Paesi della Loira.

## Società

### Evoluzione demografica
Abitanti censiti

## Legami esterni
- La Gazette de Niafles: Chronicle degli eventi che agitano da marzo 2007 la parrocchia di Niafles